# أندريا بولاك
أندريا بولاك (Andrea Pollack) هي لاعبة أولمبية لرياضة السباحة من ألمانيا الشرقية. شاركت في الأولمبياد الصيفي في 1976–1980، وفازت بما مجموعه 6 ميداليات.

## الميداليات
| ذهب | فضة | برونز | المجموع |
| 3   | 3   | 0     | 6       |

## روابط خارجية
- أندريا بولاك على موقع الاتحاد الدولي للسباحة (الإنجليزية)
- أندريا بولاك على موقع SwimRankings.net (الإنجليزية)
- أندريا بولاك على موقع قاعة مشاهير السباحة العالمية (الإنجليزية)
- أندريا بولاك على موقع اللجنة الأولمبية الدولية (الإنجليزية)
- أندريا بولاك على موقع أوليمبيديا (الإنجليزية)